# Jesionka (województwo kujawsko-pomorskie)
Jesionka – kolonia w Polsce położona w województwie kujawsko-pomorskim, w powiecie golubsko-dobrzyńskim, w gminie Ciechocin.
W latach 1975–1998 miejscowość należała administracyjnie do województwa toruńskiego.